# Anatolii Andreiev

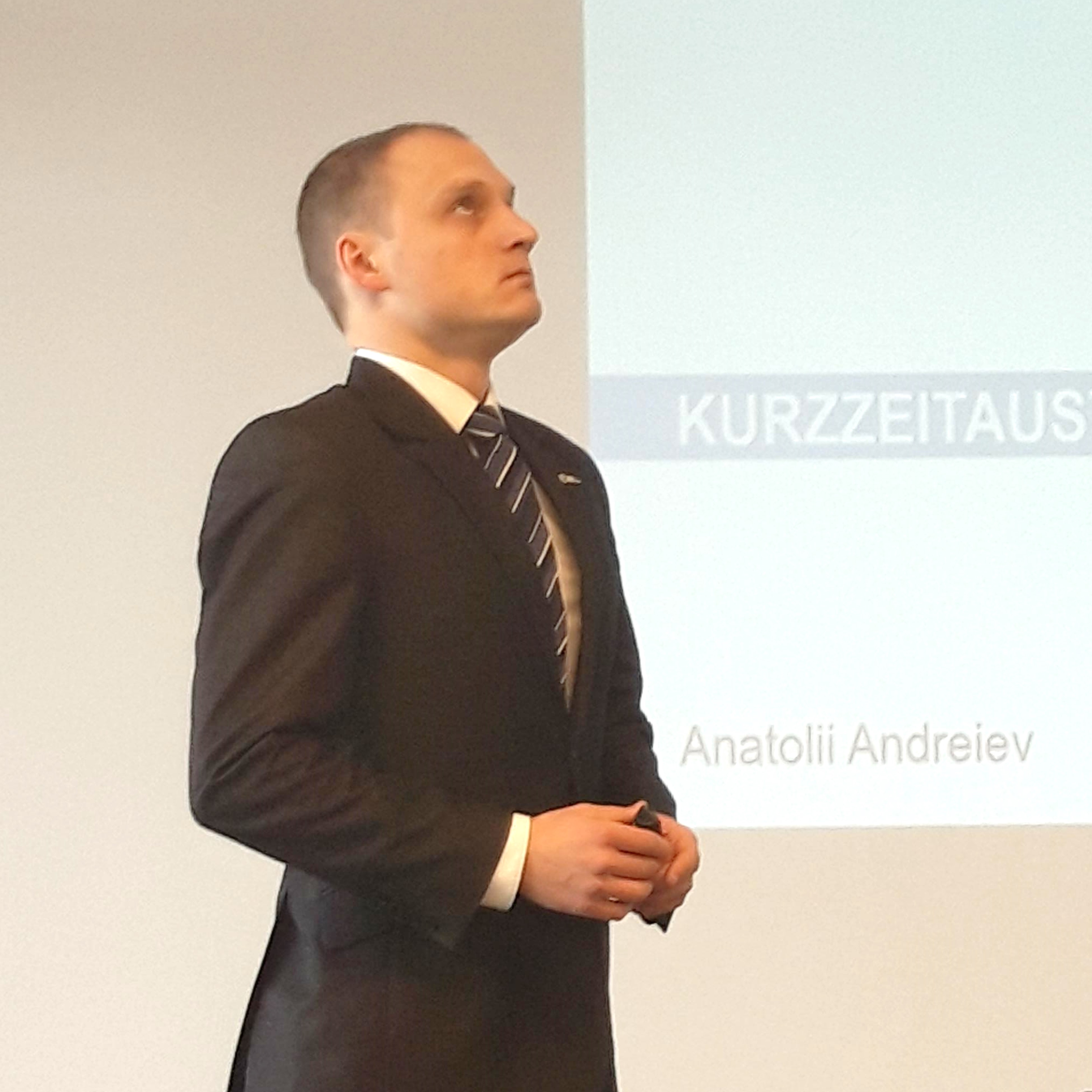
Anatolii Andreiev bei der Verteidigung seiner Dissertation in Paderborn (2020)

Anatolii Andreiev (ukrainisch Анатолій Костянтинович Андреєв ‚Anatolij Kostjantynowytsch Andrejew‘; * 4. Juli 1990 in Charkiw, Ukrainische SSR; † 9. September 2024 in Nelipiwka, Rajon Bachmut, Oblast Donezk) war ein ukrainisch-deutscher Werkstoffwissenschaftler, Doktoringenieur, Spezialist für Umformtechnik, additive Fertigung und Materialwissenschaft und Werkstofftechnik. Als Soldat der Nationalgarde fiel er im Kampf während des Russisch-Ukrainischen Krieges.

## Leben
Andreiev absolvierte 2007 das Lyzeum 67 in Dnipro. Anschließend studierte er an der Nationalen Metallurgischen Akademie der Ukraine, die heute Ukrainische Staatliche Universität für Wissenschaft und Technologie heißt. Dort schloss er 2012 sein Masterstudium in Umformtechnik mit Auszeichnung ab. Parallel dazu erwarb er ein zweites Hochschuldiplom im Bereich Wirtschaft.

Während seines Studiums beschäftigte er sich mit Kaltpilgerwalzen, Ziehen von Präzisionsrohren und Ringzugversuchen. Praktika absolvierte er im Rohrwalzwerk Nyschnjodniprowskyj sowie am Institut für Werkstoffkunde der Leibniz Universität Hannover. 2012 begann er eine Promotion im Bereich Umformtechnik und wechselte 2014 an den Lehrstuhl für Werkstoffkunde der Universität Paderborn, wo er 2020 mit Auszeichnung zum Doktoringenieur promovierte. Für seine Dissertation erhielt er 2020/21 einen Fakultätspreis. 

„Seine Kombination aus theoretischer, praktischer und sozialer Kompetenz ist wirklich herausragend und ich denke, dass wir daher einen sehr verdienten Preisträger ehren – von dem ich hoffe, dass er uns noch einige Zeit erhalten bleibt und von dem wir vermutlich in Zukunft noch einiges hören werden.“

—  Mirko Schaper, Leiter des Lehrstuhls für Werkstoffkunde, Universität Paderborn

## Forschung und wissenschaftliche Beiträge
In seinen Untersuchungen an hochfestem Stahl 22MnB5 zeigte Anatolii Andreiev, dass eine kurzzeitige Niedrigtemperatur-Austenitisierung (2 s bei 830–900 °C) mit anschließender Abschreckung (Hardening) zu einer erhöhten Härte, Streckgrenze und Zugfestigkeit im Vergleich zu herkömmlichen Erwärmungsverfahren führt.
Im Bereich des Presshärtens entwickelte er eine Technologie des kontaktlosen Sekundenerhitzens (Rapid Heating) als Alternative zu traditionellen Öfen, die er erfolgreich anhand der Fertigung von Karosserieteilen demonstrierte.
Er untersuchte den Friction-Spinning-Prozess, der lokales Reiben (Friction) und plastische Verformung kombiniert, um gezielt die Kornstruktur (Grain Structure) und mechanischen Eigenschaften von Rohrrohlingen zu verändern, wodurch Bauteile mit variablen mechanischen Eigenschaften hergestellt werden können.
Im Bereich der additiven Fertigung (Additive Manufacturing, AM) erforschte er das Laserschmelzen (Laser Melting) weichmagnetischer Eisen-Silizium-Legierungen, entwickelte Methoden zur gezielten Steuerung der Spaltgeometrie in Stufenrotoren und erreichte Leistungsverluste, die um bis zu 43 % reduziert wurden. Er empfahl die Vorwärmung der Arbeitskammer zur Vermeidung von Rissen in großformatigen Proben spröder Siliziumlegierungen bis 10 % Si und bestimmte den optimalen Legierungsgehalt (6,7 % Si) sowie die idealen Wärmebehandlungsparameter zur Maximierung der magnetischen Permeabilität.
Darüber hinaus untersuchte er gegossene Aluminium-Silizium-Legierungen (Al–Si) und stellte Zusammenhänge zwischen Kristallisationsgeschwindigkeit (Solidification Rate), mikrostrukturellen Parametern und mechanischer Fügbarkeit (Mechanical Joinability) her, was insbesondere für die Automobilindustrie von großer Bedeutung ist.

## Persönliches Leben
Anatolii Andreiev war sportlich und betrieb unter anderem Marathonläufe, Radsport und Schwimmen. Er nahm an Wettkämpfen wie dem Hermannslauf sowie am Triathlon teil und spielte in einer Fußballmannschaft in Paderborn.

## Russisch-Ukrainischer Krieg
Mit Beginn des umfassenden russischen Überfalls auf die Ukraine im Jahr 2022 engagierte sich Anatolii Andreiev ehrenamtlich:
- Innerhalb von 48 Stunden organisierte er Geld- und Sachspenden für die Ukraine.
- Er war Mitbegründer des Vereins Ukraine Hilfe Paderborn e. V.[13]
- Er war zentraler Ansprechpartner für die Unterbringung von Geflüchteten im Raum Paderborn.

Trotz seiner Engagements in Deutschland entschied sich Andreiev, in die Ukraine zu gehen und aktiv zu kämpfen.

Wie in einem Artikel von Karl-Martin Flüter im Magazin Der Dom beschrieben: 
„Er wollte das unbedingt machen, erinnert sich Mirko Schaper. Anatolii Andreiev blieb unbeirrt. Wenn es für einen jungen, sportlichen Mann okay sei, sich zu drücken, dann sei das für jeden in Ordnung. Wie sollte die Ukraine dann verteidigt werden? Die Mutter Tatjana Drozhzha, eine Mathematikerin, hat „mit einem Kugelschreiber auf einem Stück Papier ausgerechnet, dass er in Deutschland viel nützlicher war als als Soldat in der Ukraine. Einfach weil er mit seinem Kopf, seinen Fähigkeiten mehr erreichte als mit einem Sturmgewehr“. Auch ihre Bemühungen blieben vergebens. Anatolii Andreiev wollte immer so handeln, dass er sein Verhalten vor anderen und vor sich selbst rechtfertigen konnte. Und: Er war ein Patriot.“

2023 trat er der Nationalgarde bei und fiel am 9. September 2024 bei Kämpfen nahe Nelipiwka, Rajon Bachmut, Oblast Donezk, Ukraine.